# Мургул-Маре
МурГул Маре — вулканічна гора в повіті Ковасна, Румунія.